# Rocher des Tampes
Le rocher des Tampes est une montagne de France située en Haute-Savoie.

## Géographie
La montagne est située dans le Nord-Ouest du massif des Bornes, dominant la vallée du Borne située à l'est, au-dessus du village du Petit-Bornand. Elle est encadrée par la roche Parnal au sud-ouest dont elle est séparée par le col du Freu, le col de Cou et par-delà la montagne de Cou au nord-ouest et le Champ Laitier au sud-ouest.
Elle est constituée d'un crêt culminant à 1 865 mètres d'altitude délimité au nord par des falaises de calcaire urgonien reposant sur du calcaire hauterivien, prolongement oriental de la montagne de Sous-Dîne et de la roche Parnal,.

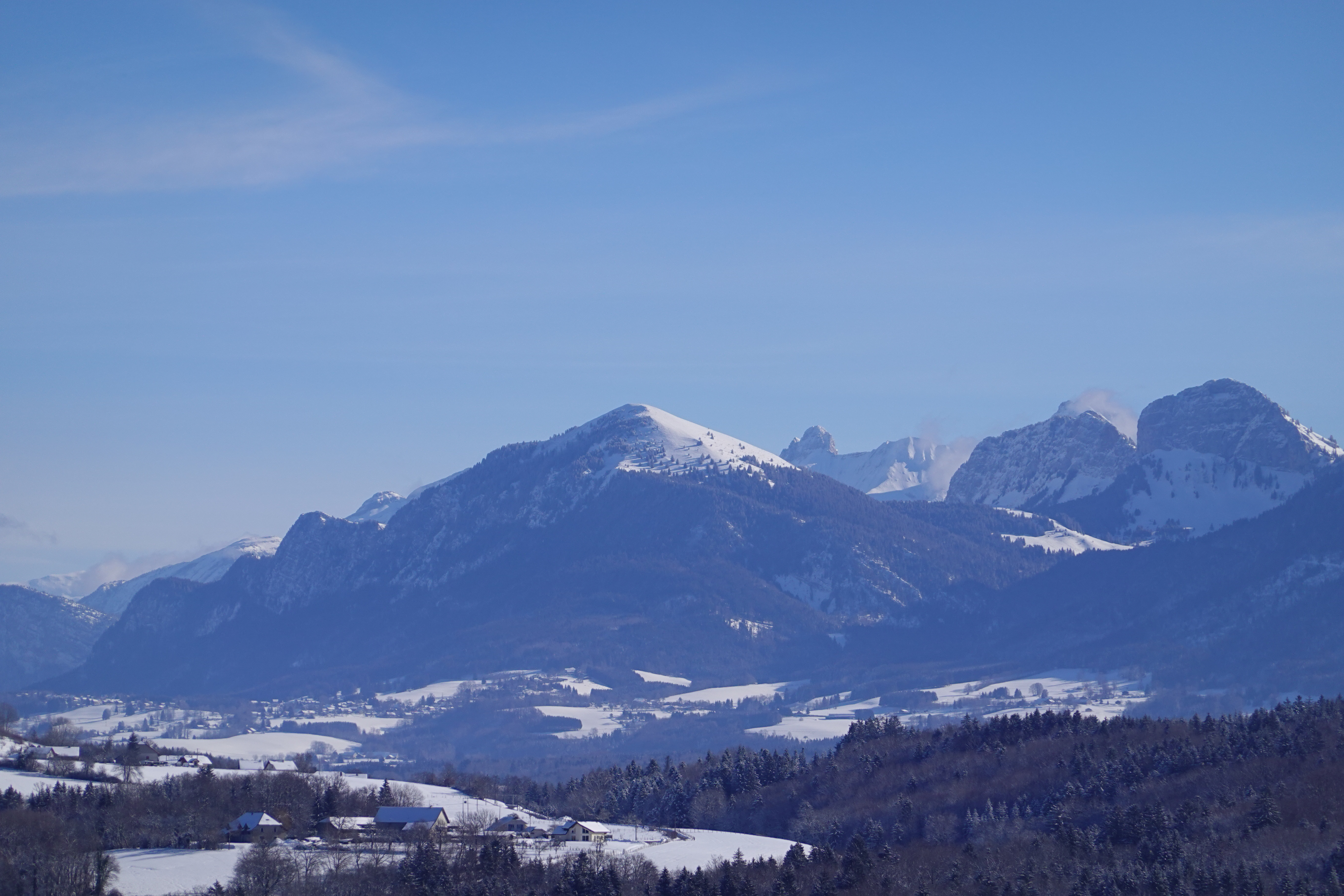
Vue hivernale depuis Cruseilles à l'ouest de la montagne de Cou (au centre) avec à droite les falaises du rocher des Tampes et de la roche Parnal et en arrière-plan la pointe du Midi dans la chaîne du Bargy.